# Erko Sturm

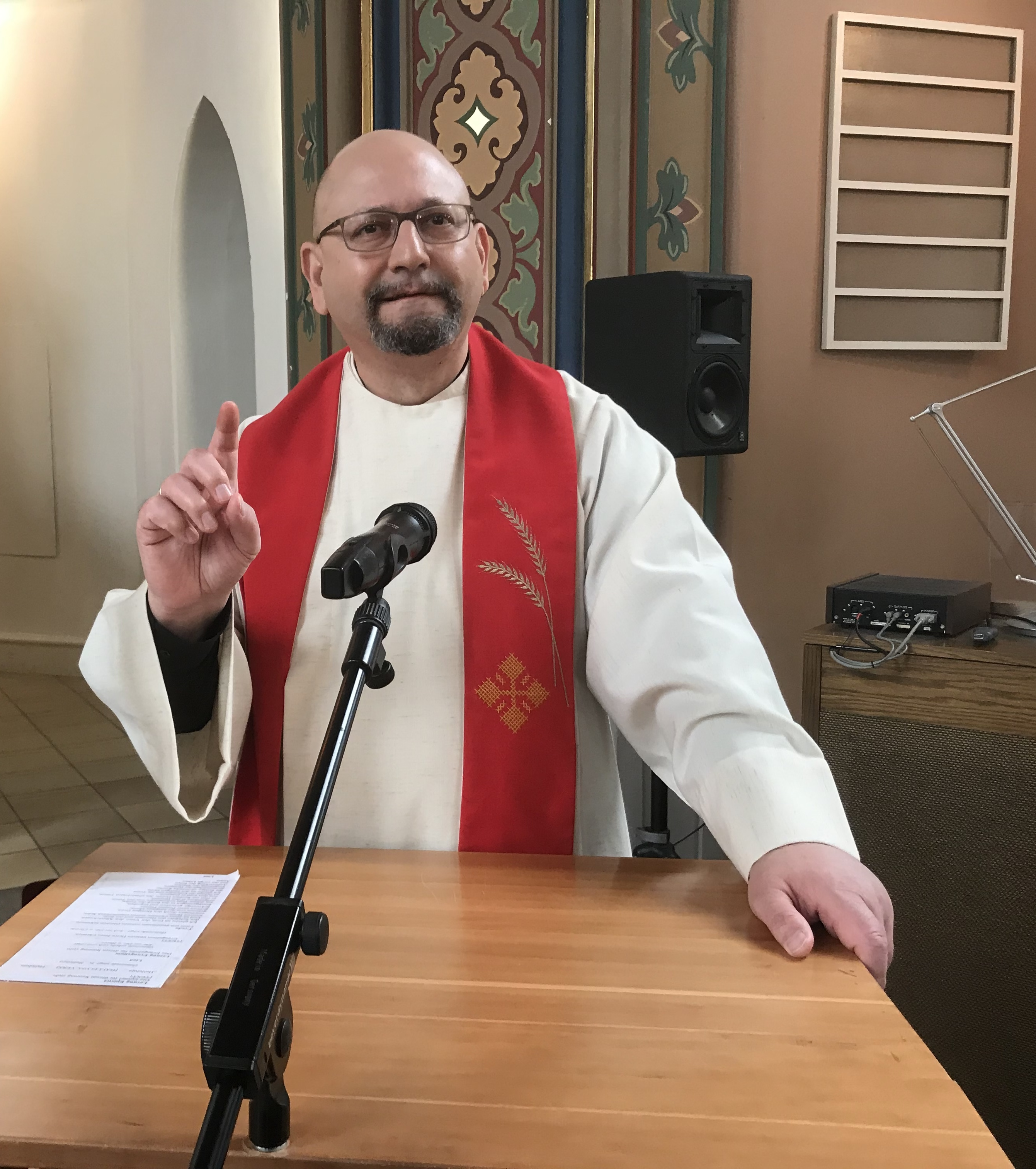
Pfarrer Erko Sturm

Erko Sturm (* 13. Mai 1964 in Berlin-Tempelhof) ist ein deutscher evangelischer Pfarrer, Buchautor, Musiker und Musikwissenschaftler.

## Pfarrer
Erko Sturm erlangte die Allgemeine Hochschulreife an der Evangelischen Schule in Berlin-Frohnau und studierte Evangelische Theologie an der Kirchlichen Hochschule Berlin. Als Pastor war Erko Sturm in den Berliner Kirchenkreisen Steglitz und Zehlendorf tätig. Zurzeit arbeitet er in den Gemeinden Nathan-Söderblom und Melanchthon in der Spandauer Wilhelmstadt (Melanchthon-Kirche). Die Arbeit mit Kindern und Jugendlichen sowie Familien ist sein Schwerpunkt. In den Gemeinden und verschiedenen Kirchenkreisen hat er sich als Bandcoach etabliert. Ehemals von ihm betreute Musiker arbeiten jetzt bei Nico Santos, SDP und im Grips-Theater.

## Musik
Als Musiker hat er mit Kay Kuntze und Matthias Dahms sowie mit Danny Wall, einem ehemaligen Mitglied der legendären Berliner Beatband, den Hound Dogs zusammen gespielt. Zurzeit ist er mit Hertztakt und den Rocking Ants unterwegs.

## Fußball

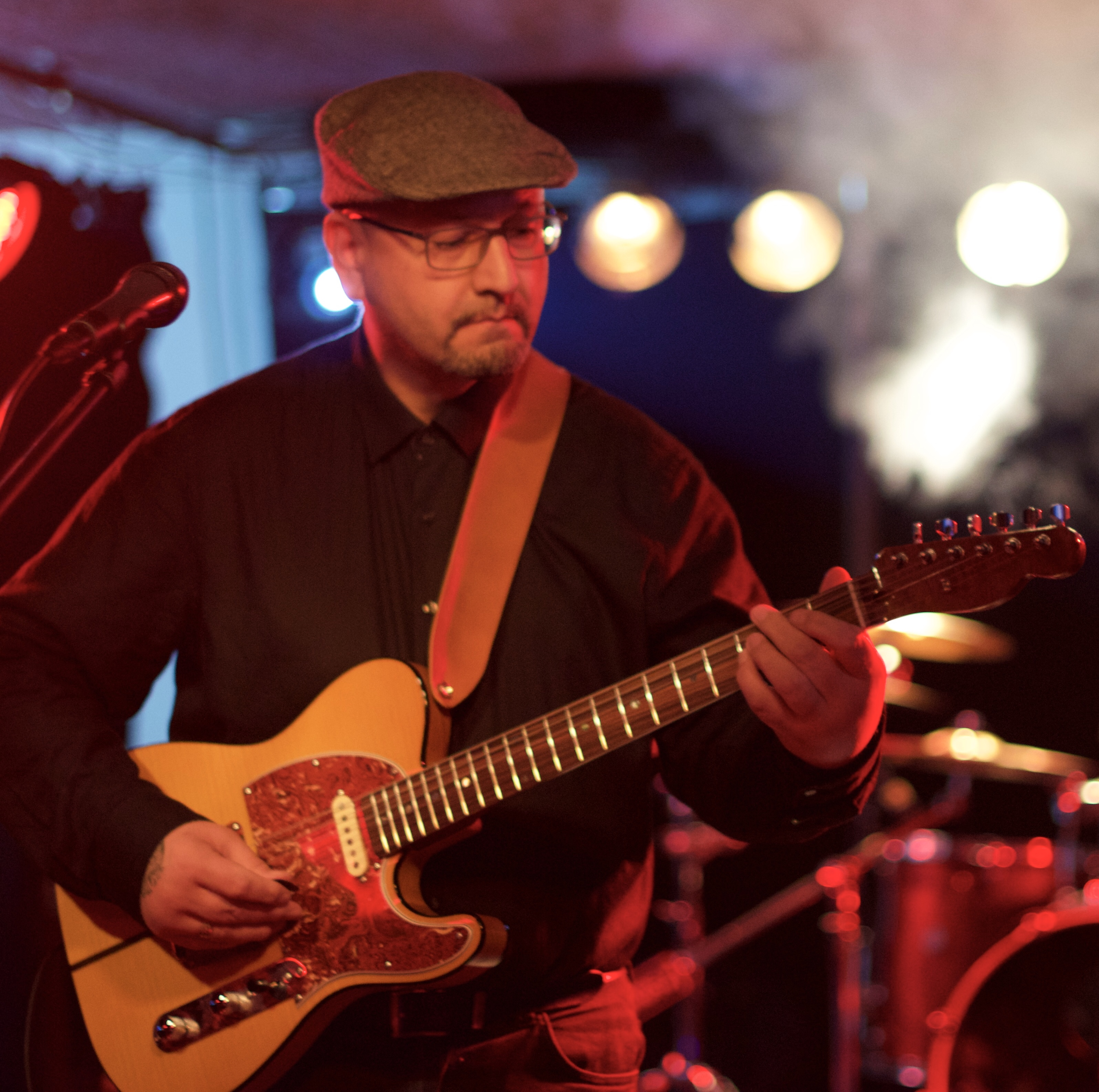
Musiker Erko Sturm

Die B-Lizenz des Deutschen Fußball-Bundes erwarb er beim Berliner Fußball-Verband als Jahrgangsbester und schrieb Artikel für Fachzeitschriften und die Berliner Fußballwoche. Das Erlernte wurde umgesetzt. Sturm betreute Jugendmannschaften des VFB Lichterfelde 1892, des Mariendorfer SV 06 und des Spandauer BC, darüber hinaus Männerteams des 1. Traber FC und von SC Westend 1901. Aktiv war er auch in der sogenannten Kirchenliga der ESBB (Evangelische Sportarbeit Berlin Brandenburg).

## Privatleben
Erko Sturm wuchs im Berliner Bezirk Reinickendorf auf. Er ist mit Ljiljana verheiratet und Vater der Söhne Goran und Benedikt sowie Großvater von Mailin. Goran arbeitet im Öffentlichen Dienst, spielte mit seinem Bruder Benedikt in der populären Coverband Merseyside, letzterer ist Profimusiker, unter anderem Live - Gitarrist bei SDP.

## Diskographie
- Hertztakt, Voller als der Mond (Allzeit Musik, LC 09323, AZM-0049)

## Veröffentlichungen
- Die globale menschliche Erfahrung von Gottes Reich als tätiges Studium. ISBN 3-8288-8688-4
- And The Beat Goes On. ISBN 3-8288-8745-7
- Den Fremden sich verbunden fühlen. ISBN 978-613-8-35133-7
  - Feeling connected to the foreigners. ISBN 978-613-7-88934-3 (englisch)
  - Sentirse conectado a los extranos. ISBN 978-613-3-93038-4 (spanisch)
  - Чувство привязанности к незнакомцам. ISBN 978-613-8-25937-4 (russisch)
  - Czuć się połączonym z obcymi: Praca z uchodźcami w kościołach i wspólnotach. ISBN 978-620-0813619 (polnisch)
  - Sentir-se ligado aos estranhos: Trabalhar com refugiados na igreja e comunidades. ISBN 978-6200794307 (portugiesisch)
  - Zich verbonden voelen met vreemden: Werken met vluchtelingen in kerk en gemeenschappen. ISBN 978-6200600783 (niederländisch)
  - Sentirsi in contatto con gli estranei: Lavorare con i rifugiati in chiesa e nelle comunità. ISBN 978-6138393436 (italienisch)
- Botschaft der Hoffnung: Predigten über die Evangeliumstexte des Kirchenjahres ISBN 978-6208865467
- Ein Schritt ins Neue: Zwischen Aufbruch und Veränderung ISBN 978-6200707475